# Augustin Kupka
Augustin Kupka (* 29. August 1844 in Wien; † 17. November 1897 ebenda) war ein österreichischer Rechtsanwalt und christlichsozialer Politiker.

## Leben
Kupka war von 1890 bis 1896 Abgeordneter des 8. Bezirks im Niederösterreichischen Landtag. Von Dezember 1896 bis zu seinem Tod hatte Augustin Kupka das Referat über Gemeinde-, Personal- und Armenangelegenheiten im Landesausschuss inne. Außerdem gehörte er dem niederösterreichischen Landeseisenbahnrat an.